# Theobald Simon (Brauer, 1847)
Theobald Simon (* 20. Februar 1847 in Bitburg; † 11. Oktober 1924 ebenda) war ein deutscher Unternehmer und Brauer.

## Leben
Simon wurde als Sohn des Kyllburger Brauers Ludwig Bertrand Simon (1813–1869) und seiner Frau Elisabeth Wallenborn (1819–1891) geboren. Elisabeth war die Tochter von Johann Peter Wallenborn, dem Gründer der Bitburger Brauerei. Simon hatte sieben Geschwister. Er wurde sowohl als Brauer als auch als Kaufmann ausgebildet und unternahm dabei mehrere Auslandsreisen (unter anderem in die USA und den vorderen Orient), um sein erworbenes Fachwissen sowie neue Technologien in der praktischen Anwendung zu erleben. Dabei knüpfte er viele Kontakte für seine spätere Arbeit. 1871 trat er in das elterliche Unternehmen ein. Ab 1876 hatte er die alleinige Geschäftsführung des noch kleinen Unternehmens und baute dies stark aus. Simon modernisierte den Betrieb und brachte ihn auf den Stand der Zeit.
1891 überstieg die Produktion erstmals 10.000 Hektoliter. Er richtete neue Gär- und Kühlkeller ein, um so ab 1883 auf untergäriges Bier nach Pilsener Brauart umzustellen. Weitere technische Neuerungen unter Simon waren der Neubau des Sudhauses, der Einsatz von Dampf- und Kältemaschinen, die Elektrifizierung des Betriebes sowie die Einrichtung eines Tiefbrunnens 1909 für das Brauwasser. Nachdem Bitburg an das Schienennetz angeschlossen wurde, zeigte er wieder unternehmerischen Weitblick, als er 1910 isolierte Eisenbahnwagen erwarb. Bitburger Pils konnte so aus der Randlage in der Eifel dank der Kühlung im gesamten Deutschen Kaiserreich vermarktet werden. Simon war auch im Bereich des Marketing innovativ und erkannte ab 1909 das Werbepotential des Bierdeckels und von Werbekampagnen in überregionalen Zeitungen. 1913 konnte Simon vor dem Reichsgericht in Leipzig die Klage der Pilsener Brauerei, die ihm die Verwendung der Markenbezeichnung Pils untersagen wollte, erfolgreich für sich entscheiden. Simon bereitete seine Nachfolger, die Söhne Josef (1879–1947) und Bertrand (1882–1958), sorgfältig vor. Sie folgten der Firmenphilosophie des Vaters in Bezug auf neue Technik. So geht das Patent auf den Simon-Späner, mit dem das reifende Bier mithilfe von Metallspänen geklärt wird, auf seine Söhne zurück.
Simon gilt als Begründer der Brauereidynastie. Er verstand es, sich und seine Nachfolger in politische, wirtschaftliche und soziale Positionen zu bringen, um diesen Einfluss für das Unternehmen zu nutzen. Bis zum Ausscheiden von Axel Th. Simon als technischem Geschäftsführer zum 1. Januar 2007 war die Leitung der Brauerei immer durch Träger des Namens besetzt. Die siebte Familiengeneration in der Leitung trägt nicht mehr den Namen Simon, sondern Niewodniczanski. Sein Enkel in der fünften Generation der Leitung trug ebenfalls den Namen Theobald (1906–1978). Nach ihm ist auch der gleichnamige Kunstpreis benannt.

## Auszeichnungen und Ehrenämter
- Delegierter der Trierer Handelskammer (seit 1892)
- Mitbegründer und Vorstandsmitglied der Kreissparkasse Bitburg
- Ehrenbürger der Stadt Bitburg (1922)
- Kreistagsabgeordneter (seit 1890)
- Stadtverordneter (seit 1890)
- Kommerzienrat (seit 1910)